# Adelaide Hawley Cumming
Adelaide Hawley Cumming (geborene Dieta Adelaide Fish; * 6. März 1905 in Willet (New York), Cortland County; † 21. Dezember 1998 in Bremerton) war eine US-amerikanische Darstellerin des Vaudeville, eine Rundfunkmoderatorin und Fernsehschauspielerin. Sie ist am bekanntesten durch ihre Verkörperung von  Betty Crocker, einer Werbe-Ikone von General Mills. Adelaide Hawley Cumming, die zuvor als Rundfunksprecherin Betty Crocker sprach, erhielt die Rolle, mit der sie in zahlreichen Fernsehsendungen auftrat, obwohl sie dem Erscheinungsbild dieser Werbefigur nicht entsprach. Cumming schrieb Fernsehgeschichte, weil sie in ihrer Rolle als Betty Crocker auf dem Sender CBS in der ersten Werbesendung auftrat, die in Farbe ausgestrahlt wurde.

## Leben

### Frühe Jahre
Cumming studierte zunächst Klavier und Gesang an der Eastman Schoof of Music der University of Rochester und schloss sich danach mit zwei Freundinnen zu dem Vaudeville-Trio Red, Black und Gold zusammen.
Von 1937 bis 1950 war sie Moderatorin des Adelaide Hawley Program, das zunächst vom Radiosender NBS und später von CBS Radio ausgestrahlt wurde. Als eine tägliche Talk- und Nachrichtensendung war diese Sendung im gesamten Gebiet der USA hörbar. Es wird geschätzt, dass die Sendung täglich drei Millionen Zuhörer hatte. Mit der zunehmenden Verbreitung des Fernsehens übernahm sie auch Moderatorenrollen für Fernsehsendungen. So war sie Gastgeberin der Sendung Fashions on Parade von 1948 bis 1949.

### Betty Crocker und General Mills
Washburn Crosby Company, der Vorläufer von Generals Mills, hatte die Werbefigur Betty Crocker 1921 entwickelt. Im Herbst 1924 entschied sich das Unternehmen dafür, eine Radio-Kochsendung mit Betty Crocker zu etablieren, und erwarb dafür einen Radiosender, der in einer Region von Kalifornien über Illinois bis nach Tennessee empfangen werden konnte. Am 2. Oktober 1924 wurde die erste Radio-Kochsendung unter dem Titel Good Food ausgestrahlt. Knapp ein Jahr später, am 21. September, begann die Ausstrahlung von Kochsendungen, die im ganzen Gebiet der USA zu empfangen waren. Unter der Leitung von Marjorie Child Husted entwickelte sich Betty Crocker zu einem weit bekannten Symbol für das Unternehmen. Sie erlangte so große Bekanntheit, dass das Magazine Fortune 1945 Betty Crocker zur populärsten Frau nach Eleanor Roosevelt wählte. Am 8. September 1950 erschien mit einer Auflage von 950.000 Exemplaren außerdem das Betty Crocker Cookbook, das sich in den USA zu einem langjährigen Bestseller entwickelte.
Adelaide Hawley Cumming war eine der Schauspielerinnen, die in diesen Jahren Betty Crocker ihre Stimme liehen. Als General Mills sich gegen Ende der 1940er Jahre, als mehr als eine Million US-amerikanische Haushalte bereits über ein Fernsehgerät verfügten, entschied, die Radiosendungen durch Fernsehsendungen zu ergänzen, entschied sich General Mills für sie als Verkörperung dieser Werbeikone. Die hellblonde Cumming entsprach allerdings keineswegs dem Image, das General Mills von dieser in der Öffentlichkeit verbreitet hatte. Zeichnungen zeigten die Kunstfigur als Brünette, konservativ gekleidete Frau mittleren Alters. Probeaufnahmen belegten jedoch, dass Cumming mit ihrer Persönlichkeit dem Bild am nächsten kam, das in der Öffentlichkeit zu dieser Werbefigur existierte.

### Sendungen mit Cumming als Betty Crocker
Cumming verkörperte Betty Crocker bis 1964. Sie trat in folgenden Sendungen auf:
- Betty Crocker Show, eine halbstündige Fernsehsendung, die von CBS von 1950 bis 1952 ausgestrahlt wurde.
- Betty Crocker Star Matinee, für ABC im Jahr 1951 bis 1952. In insgesamt 26 Episoden waren dort Stars wie Audrey Hepburn, David Niven, Veronica Lake, Basil Rathbone, June Lockhart, Raymond Massey, Thomas Mitchell, Teresa Wright, Celeste Holm und Robert Cummings zu Gast.
- Bride and Groom, ebenfalls für ABC im Jahr 1952
- Time for Betty Crocker, eine Dramatisierung von Leserbriefen, die Betty Crocker erhielt.
- Von 1955 bis 1958 trat Betty Crocker regelmäßig in der George Burns and Gracie Allen Show auf, deren Gastgeber die bekannten US-Komiker George Burns und Gracie Allen waren. Obwohl die Figur Betty Crocker in die jeweilige Show integriert war, war es eindeutig eine reine Werbepause. Ihr Auftritt wurde von den beiden Moderatoren eingeleitet mit Sätzen wie Ich weiß nicht, wie man einen Kuchen backt, Gracie, aber hier kommt Betty Crocker, die uns zeigen kann, wie es geht. Cumming zeigte dann Burns und Allen, wie man mit einer Backmischung aus dem Hause General Mills schnell und unaufwändig einen Kuchen herstellen konnte. Zu einem der immer wiederkehrenden Elemente der Show gehörte es, dass Cumming in ihrer Rolle als Betty Crocker Gracie Allen darüber hinwegtröstete, dass sie im Backen unbegabt war – mit Betty-Crocker-Produkten wäre auch Allen in der Lage, in der Küche zu glänzen.[5]

### Ende der Fernsehkarriere und weiteres Leben
Obwohl die Zahl der US-amerikanischen Haushalte, die über ein Fernsehgerät verfügten, von 8 Millionen im Jahre 1950 auf 41 Millionen im Jahre 1958 anstieg, erreichte Betty Crocker als Fernsehfigur nicht die Bekanntheit, die sie zuvor als Radiofigur besessen hatte. General Mills entschied sich deshalb gegen Ende der 1950er Jahre dafür, keine eigenen Fernsehsendungen mehr zu produzieren, sondern nur noch mit Fernsehwerbung für die eigenen Produkte zu werben. Cummings Vertrag mit General Mills endete im Jahre 1964. Cumming, die parallel zu dem Ende ihrer Fernsehkarriere begonnen hatte, an der New York University Spracherziehung zu studieren, schloss diese Ausbildung 1967 mit einer Promotion ab. Sie unterrichtete bis an ihr Lebensende Englisch als Fremdsprache.

## Einzelbelege
1. ↑  Susan Marks: Finding Betty Crocker. S. 221.
2. ↑  Susan Marks: Finding Betty Crocker. S. 34.
3. ↑  Susan Marks: Finding Betty Crocker. S. 116.
4. ↑  Susan Marks: Finding Betty Crocker. S. 219.
5. ↑  Susan Marks: Finding Betty Crocker. S. 221.
6. ↑  Susan Marks: Finding Betty Crocker. S. 221.

| Personendaten    | Personendaten                                          |
| ---------------- | ------------------------------------------------------ |
| NAME             | Cumming, Adelaide Hawley                               |
| ALTERNATIVNAMEN  | Fish, Dieta Adelaide (Geburtsname)                     |
| KURZBESCHREIBUNG | US-amerikanische Schauspielerin und Hörfunkmoderatorin |
| GEBURTSDATUM     | 6. März 1905                                           |
| GEBURTSORT       | Willet (New York), Cortland County                     |
| STERBEDATUM      | 21. Dezember 1998                                      |
| STERBEORT        | Bremerton                                              |